# To Quyen Nguyen
To Quyen Nguyen, född  1944, är en vietnamesisk botaniker och agrostolog. Han har under sin karriär gett namn till 71 nya taxa.
Auktorsnamnet T.Q.Nguyen kan användas för To Quyen Nguyen i samband med ett vetenskapligt namn inom botaniken; se Wikipediaartiklar som länkar till auktorsnamnet.